# Kvarnbol
Kvarnbol är en bebyggelse i Husby-Långhundra socken i Knivsta kommun. Från 2015 avgränsar SCB här en småort.